# Улица Горчакова
У́лица Горчако́ва — улица в Юго-Западном административном округе города Москвы на территории района Южное Бутово. Пролегает с юга на север между Чечёрским проездом и Бартеневской улицей.

## Происхождение названия
Названа в 2000 году в память о российском дипломате и государственном деятеле А. М. Горчакове (1798—1883).

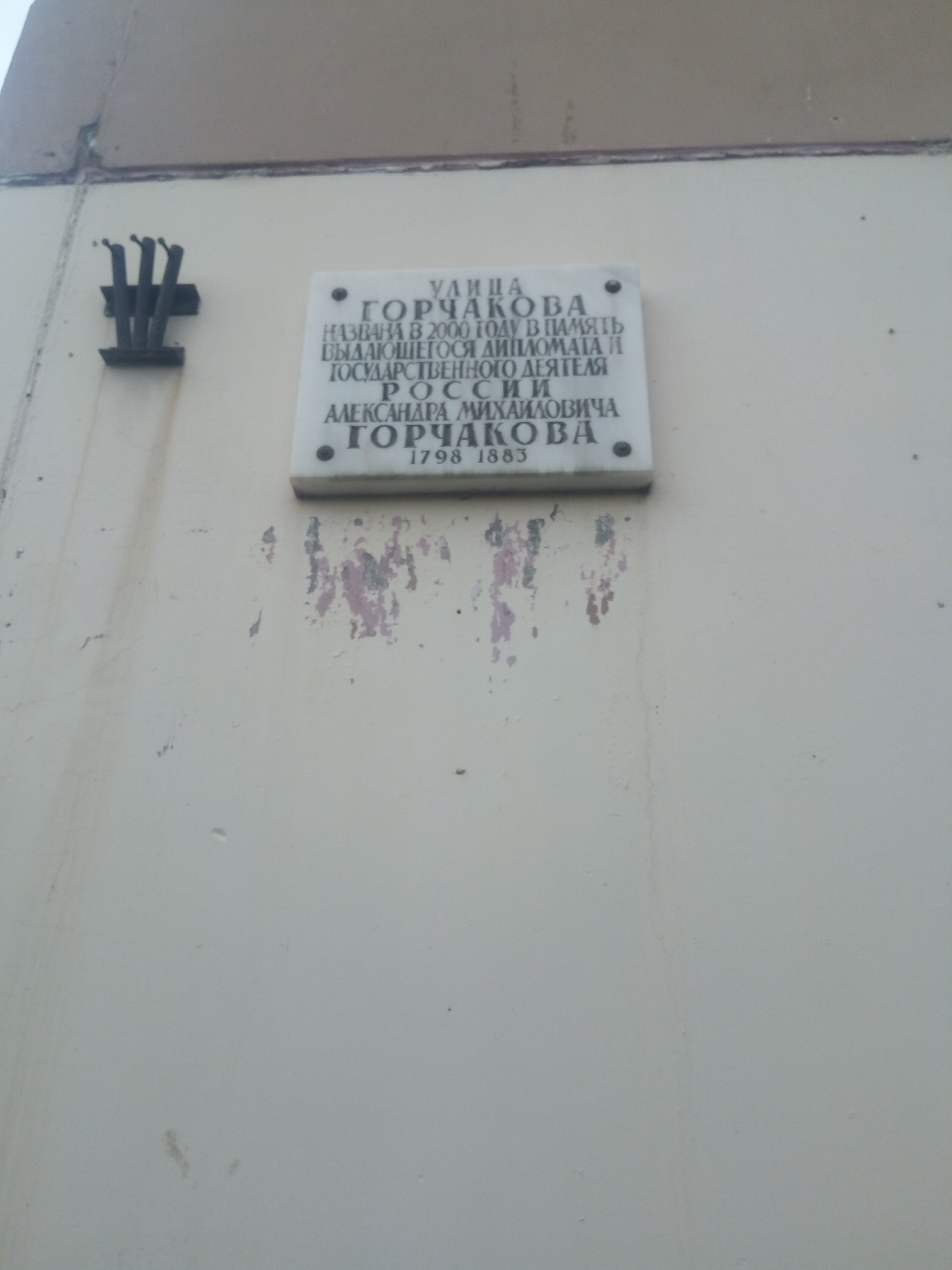
Улица Горчакова, 1

## Здания и сооружения
По нечётной стороне:
- Дом 9, корпус 1 — Физмат школа № 2007.

## Транспорт

### Метро
- Станция метро  Улица Горчакова.

### Автобус
- Автобусное сообщение в двух направлениях по всей длине улицы

Автобусные остановки
Чётная сторона:
- Улица Горчакова: С1 213 895
- Улица Адмирала Лазарева: С953 146 902
- Метро Улица Горчакова: С953 146 902
- Южнобутовская улица: С916 146 902
- 4-й микрорайон Южного Бутово: С916 146 902

Нечётная сторона:
- 4-й микрорайон Южного Бутово: С916 146 902
- Южнобутовская улица: С953 146 902
- Метро Улица Горчакова: С953 146 902
- Улица Адмирала Лазарева: 213 895

Автобусные маршруты
- С916: прямой — от Южнобутовской улицы до Чечёрского проезда; обратный — от Чечёрского проезда до Южнобутовской улицы
- С953: прямой — от улицы Адмирала Лазарева до Южнобутовской улицы; обратный — от Южнобутовской улицы до улицы Адмирала Лазарева
- 146: прямой — от улицы Адмирала Лазарева до Чечёрского проезда; обратный — от Чечёрского проезда до улицы Адмирала Лазарева
- 213: прямой — от Бартеневской улицы до улицы Адмирала Лазарева; обратный — от улицы Адмирала Лазарева до Бартеневской улицы
- 895: прямой — от Бартеневской улицы до улицы Адмирала Лазарева; обратный — от улицы Адмирала Лазарева до Бартеневской улицы
- 902: прямой — от улицы Адмирала Лазарева до Чечёрского проезда; обратный — от Чечёрского проезда до улицы Адмирала Лазарева